# اینهاکورا
اینهاکورا (به پرتغالی: Inhacorá) یک منطقهٔ مسکونی در برزیل است که در ریو گرانده جنوبی واقع شده‌است. اینهاکورا ۱۱۴٫۱۱ کیلومتر مربع مساحت و ۲٬۲۱۵ نفر جمعیت دارد.